# Hayden Argyle
Hayden Argyle (* 10. Juni 1986 in Gore) ist ein neuseeländischer Eishockeyspieler, der seit 2016 bei Southern Stampede in der New Zealand Ice Hockey League spielt.

## Karriere
Hayden Argyle begann seine Karriere als Eishockeyspieler bei den Canterbury Red Devils, für die er in der Gründungsspielzeit 2005 in der New Zealand Ice Hockey League debütierte. 2008 wechselte er für zwei Spielzeiten zu Southern Stampede. Anschließend kehrte er nach Canterbury zurück und wurde mit den roten Teufeln 2012, 2013 und 2014 neuseeländischer Landesmeister. Seit 2016 spielt er erneut in Queenstown für die Southern Stampede und konnte mit dem Klub 2016 und 2017 seine Meistertitel vier und fünf erringen. In den Spielzeiten 2007, 2008 und 2009 wurde er zum besten Verteidiger der neuseeländischen Liga gewählt.

### International
Im Juniorenbereich stand Argyle im Aufgebot der Neuseeländer bei den U18-Weltmeisterschaften 2002 in der Asien-Ozeanien-Division und 2003 und 2004 in der Division III sowie den U20-Weltmeisterschaften 2004 und 2005 ebenfalls in der Division III.
Mit der neuseeländischen Herren-Auswahl nahm Argyle an den Weltmeisterschaften der Division III 2007 und 2009 und der Division II 2008, als er zum besten Spieler seines Teams gewählt wurde, teil.

## Erfolge und Auszeichnungen
- 2002 Aufstieg in die Division III bei der U18-Weltmeisterschaft der Asien-Ozeanien-Division
- 2005 Aufstieg in die Division II bei der U20-Weltmeisterschaft der Division III
- 2007 Aufstieg in die Division II bei der Weltmeisterschaft der Division III
- 2007 Bester Verteidiger der New Zealand Ice Hockey League
- 2008 Bester Verteidiger der New Zealand Ice Hockey League
- 2009 Aufstieg in die Division II bei der Weltmeisterschaft der Division III
- 2009 Bester Verteidiger der New Zealand Ice Hockey League
- 2012 Neuseeländischer Meister mit den Canterbury Red Devils
- 2013 Neuseeländischer Meister mit den Canterbury Red Devils
- 2014 Neuseeländischer Meister mit den Canterbury Red Devils
- 2016 Neuseeländischer Meister mit Southern Stampede
- 2017 Neuseeländischer Meister mit Southern Stampede

## NZIHL-Statistik
(Stand: Ende der Saison 2017)